# Dzorakap
Dzorakap (en arménien Ձորակապ) est une communauté rurale du marz de Shirak en Arménie. En 2008, elle compte 1 206 habitants.